# Граф Луканор
«Книга примеров графа Луканора и Патронио» (исп. Libro de los ejemplos del conde Lucanor y de Patronio), широко известная как «Граф Луканор», — книга Хуана Мануэля, написанная на старокастильском языке в 1335 году, одно из первых произведений испанской литературы. 
Состоит из пяти частей, первая из которых (самая объёмная) — сборник из 51 новеллы, вторая, третья и четвёртая — собрание афоризмов на те же темы, а пятая — морально-дидактический и теологический трактат. «Граф Луканор» был впервые напечатан в 1576 году. Одна из его новелл стала источником сюжета для сказки Ханса Кристиана Андерсена «Новое платье короля», ещё одна была включена Борхесом в его «Антологию фантастической литературы».